# Elfi Eder
Elfriede Eder detta Elfi (Leogang, 5 gennaio 1970) è un'ex sciatrice alpina austriaca naturalizzata grenadina dal 1998, vincitrice di una medaglia olimpica, di una iridata e di una Coppa del Mondo di slalom speciale.

## Biografia

### Stagioni 1987-1993
Specialista delle prove tecniche e sorella di Birgit e Sylvia, a loro volta sciatrici alpine, Elfi Eder debuttò in campo internazionale in occasione dei Mondiali juniores di Hemsedal/Sälen 1987; nella successiva rassegna iridata giovanile, Madonna di Campiglio 1988, vinse la medaglia di bronzo nello slalom gigante, nella gara vinta dalla connazionale Sabine Ginther davanti all'italiana Bibiana Perez; nella stessa stagione in Coppa Europa si piazzò 2ª nella classifica di slalom speciale.
Il 2 febbraio 1990 ottenne il suo primo piazzamento di rilievo in Coppa del Mondo, piazzandosi 14ª in slalom speciale sul tracciato della Val di Zoldo. In quella stessa stagione 1989-1990 in Coppa Europa si piazzò 2ª nella classifica generale e vinse quella di slalom speciale, mentre nel 1993 venne convocata per i Mondiali di Morioka, sua prima presenza iridata, dove conquistò la medaglia di bronzo nello slalom speciale chiudendo alle spalle della compagna di squadra Karin Buder e della statunitense Julie Parisien.

### Stagioni 1994-1999
Ai XVII Giochi olimpici invernali di Lillehammer 1994, sua unica partecipazione olimpica, la Eder conquistò la medaglia d'argento, dietro alla svizzera Vreni Schneider, nello slalom speciale. Il 18 novembre dell'anno seguente ottenne il primo successo in Coppa del Mondo, nonché primo podio, a Beaver Creek, sempre tra i pali stretti; replicò il successo altre due volte nella stessa stagione (il 17 dicembre a Sankt Anton am Arlberg e il 20 dicembre a Semmering, ultima vittoria della sua carriera) e a fine stagione l'atleta austriaca si aggiudicò la Coppa del Mondo di specialità con 140 punti di vantaggio sulla slovena Urška Hrovat. Sempre nel 1996 fu presente ai Mondiali della Sierra Nevada, dove ottenne il 7º posto nello slalom speciale.
L'8 dicembre 1996 conquistò l'ultima vittoria in Coppa Europa, nonché ultimo podio, a Špindlerův Mlýn in slalom speciale e il 19 gennaio 1997 salì per l'ultima volta sul podio in Coppa del Mondo, giungendo 2ª a Zwiesel nella medesima specialità; nella stessa stagione fu selezionata per i Mondiali di Sestriere, dove si classificò 5ª sempre in slalom speciale. Nel corso della sua ultima stagione agonistica, 1998-1999, lasciò la nazionale austriaca e gareggiò per quella di Grenada: Elfi Eder fu la prima sciatrice nella storia a gareggiare per questo Paese, prendendo anche parte ai suoi ultimi Campionati mondiali, Vail/Beaver Creek 1999, dove fu 32ª nello slalom gigante e non concluse lo slalom speciale. Si congedò dalle competizioni in occasione dello slalom speciale di Coppa del Mondo disputato a Åre il 23 febbraio 1999, che non portò a termine.

## Palmarès

### Olimpiadi
- 1 medaglia:
  - 1 argento (slalom speciale a Lillehammer 1994)

### Mondiali
- 1 medaglia:
  - 1 bronzo (slalom speciale a Morioka 1993)

### Mondiali juniores
- 1 medaglia:
  - 1 bronzo (slalom gigante Madonna di Campiglio 1988)

### Coppa del Mondo
- Miglior piazzamento in classifica generale: 11ª nel 1996
- Vincitrice della Coppa del Mondo di slalom speciale nel 1996
- 7 podi (tutti in slalom speciale):
  - 3 vittorie
  - 3 secondi posti
  - 1 terzo posto

#### Coppa del Mondo - vittorie
| Data             | Località               | Paese       | Specialità |
| ---------------- | ---------------------- | ----------- | ---------- |
| 18 novembre 1995 | Beaver Creek           | Stati Uniti | SL         |
| 17 dicembre 1995 | Sankt Anton am Arlberg | Austria     | SL         |
| 30 dicembre 1995 | Semmering              | Austria     | SL         |

Legenda:

SL = slalom speciale

### Coppa Europa
- Miglior piazzamento in classifica generale: 2ª nel 1990
- Vincitrice della classifica di slalom speciale nel 1990
- 7 podi (dati dalla stagione 1994-1995):
  - 4 vittorie
  - 1 secondo posto
  - 2 terzi posti

#### Coppa Europa - vittorie
| Data             | Località        | Paese     | Specialità |
| ---------------- | --------------- | --------- | ---------- |
| 18 febbraio 1995 | Zakopane        | Polonia   | SL         |
| 19 febbraio 1995 | Zakopane        | Polonia   | SL         |
| 7 dicembre 1996  | Špindlerův Mlýn | Rep. Ceca | SL         |
| 8 dicembre 1996  | Špindlerův Mlýn | Rep. Ceca | SL         |

Legenda:

SL = slalom speciale

### Nor-Am Cup
- 2 podi (dati dalla stagione 1994-1995):
  - 2 vittorie

#### Nor-Am Cup - vittorie
| Data             | Località    | Paese       | Specialità |
| ---------------- | ----------- | ----------- | ---------- |
| 30 novembre 1994 | Winter Park | Stati Uniti | SL         |
| 1º dicembre 1994 | Loveland    | Stati Uniti | SL         |

Legenda:

SL = slalom speciale

### Campionati austriaci
- 5 medaglie[2]:
  - 3 argenti (combinata nel 1986; slalom speciale nel 1991; slalom speciale nel 1994)
  - 2 bronzi (slalom speciale nel 1988; slalom speciale nel 1997)

### Campionati austriaci juniores
- 5 medaglie[2]:
  - 2 ori (slalom gigante, slalom speciale nel 1988)
  - 1 argento (slalom speciale nel 1987)
  - 2 bronzi (supergigante, combinata nel 1987)